# J-FRIENDS
J-FRIENDS是由傑尼斯事務所旗下三個團體（TOKIO 、V6、KinKi Kids）13個人組成的慈善義演團體。1997年12月结成；1998年以「明日が聴こえる／Children's Holiday」首張單曲開始了J-FRIENDS名義的活動。 
一開始是由於1995年阪神大地震的災情而成立此團體進行募款活動，將其演唱會、CD、周邊商品等的收入用於當時受災的小學生完成義務教育以及援助學校不足的教育費；但後來活動的募款受惠對象擴大，不拘限於阪神大地震受災戶。在受災小學生義務教育完成後，階段性任務達成，於2003年3月解散。

## 成員
名字後方標示（※）者，即阪神大地震災區（關西地方）出身。
- TOKIO
  - 城島茂 (※)、山口達也、國分太一、松岡昌宏、長瀨智也
- V6
  - 坂本昌行、長野博、井之原快彥、森田剛、三宅健、岡田准一 (※)
- KinKi Kids
  - 堂本光一 (※)、堂本剛 (※)

## 作品
J-FRIENDS結合當紅偶像號召力，歌曲又邀到國際知名音樂人助陣，每次公佈都會造成話題。而J-FRIENDS活動期間所發行的每一張單曲或迷你專輯，都在發片首週便登上日本Oricon排行榜冠軍，成功募得可觀的教育基金。

### 單曲
1. 聽見明天（明日が聴こえる）/ Children's Hoilday（1998年1月21日）
  - 「Children's Hoilday」是響應募款特別創作的歌曲，並親自擔任製作人
2. Next 100 Years（1999年12月22日）
  - 由知名搖滾樂團主唱Jon Bon Jovi與吉他手Richie Sambora作曲
  - 日本樂團B'z的稻葉浩志作詞
3. I WILL GET THERE（2000年11月29日）
  - 翻唱自美國知名重唱組合『Boyz II Men』（大人小孩雙拍檔）的歌曲
4. ALWAYS(A SONG FOR LOVE)（2001年12月19日）
  - 日文部分由J-FRIENDS全員填詞
5. Love Me All Over（2002年12月18日）
  - 日文部分由J-FRIENDS全員填詞，為解散前的最後一張單曲

### 迷你專輯
1. People Of The World（1999年1月13日）
  - 再度由創作，並擔任製作人的歌曲

### 影像作品
1. People Of The World（1999年6月16日）～VHS版本
2. Never Ending Spirit 1997-2003（2003年4月9日）～VHS&DVD版本

## 外部連結
- 環球音樂J-FRIENDS網站（含募款金額報告）
- 神戶市教育委員會 （页面存档备份，存于）